# New York Harbor

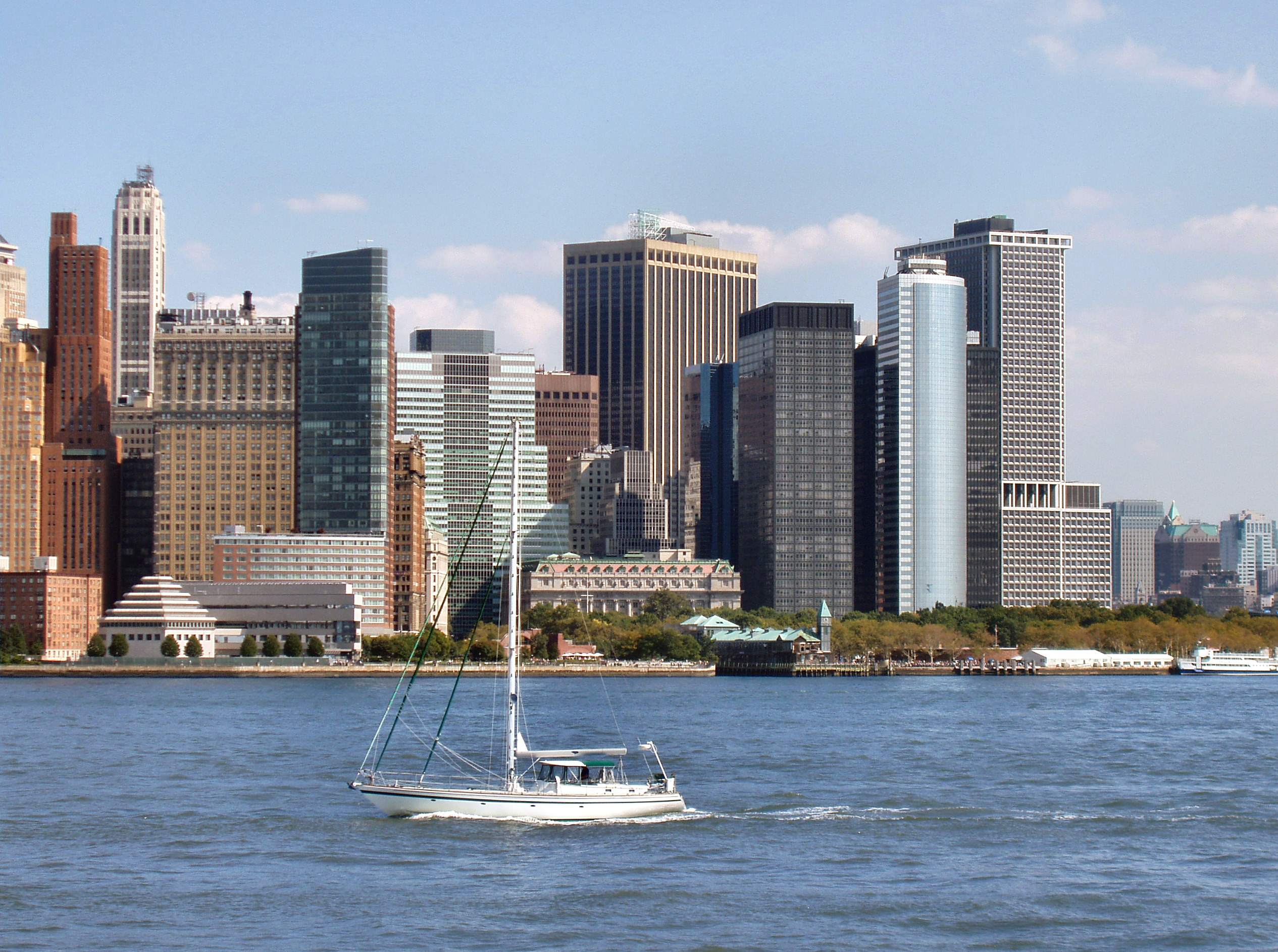
Manhattan, a través del port des de la costa de Nova Jersey.

El New York Harbor, literalment Port de New York és un terme geogràfic que agrupa el conjunt dels rius, badies, i estuaris marítims situats prop de la desembocadura del Hudson River i, per tant, al veïnatge de New York. De vegades també és anomenat Ports of New York and New Jersey entenent que la zona marca la frontera entre els Estats veïns de New York i del Nova Jersey. El port agrupa així en sentit ampli les diferents ciutats costaneres situades a la desembocadura de l'Hudson, com Jersey City, Hoboken o fins i tot Bayonne. A més a més, el port comprèn els litorals de Manhattan, de Brooklyn i de Staten Island que constitueixen tres dels cinc boroughs de la ciutat. El conjunt de les infraestructures lligades al transport, entre les quals els ponts, els túnels, i els ports són administrades per la Port Authority of New York and New Jersey. El Staten Island Ferry és doncs administrat per aquest organisme.